# 1er Groupe-brigade mécanisé du Canada
Le 1er Groupe-brigade mécanisé du Canada ou 1er GBMC, plus connu sous sa dénomination anglophone de 1 Canadian Mechanized Brigade ou 1 CMBG, est un groupe-brigade des Forces canadiennes qui fait partie du Secteur de l'Ouest de la Force terrestre sous le Commandement de la Force terrestre. Originellement le quartier général du 1 GBMC était situé à la base des Forces canadiennes (BFC) Calgary, mais il est maintenant situé à la BFC Edmonton en Alberta. Sept unités relèvent du 1er Groupe-brigade mécanisé du Canada dont deux sont situées à la BFC Shilo, les autres étant situé à la BFC Edmonton.

## Historique
Les origines du 1er Groupe-brigade mécanisé du Canada (1 GBMC) remontent à mai 1911, lorsque la 1st Canadian Infantry Brigade (1re brigade d’infanterie du Canada) a été rattachée à la 1re division de la milice active non permanente. Toutefois, avant cette date, la 1re brigade existait déjà de manière indépendante en tant que formation de la Milice canadienne.
Le 29 août 1914, au début de la Première Guerre mondiale, on constitua la 1st (Provisional) Infantry Brigade (1re brigade d’infanterie provisoire) du Corps expéditionnaire canadien à Valcartier (Québec). La brigade s’embarqua pour l’Angleterre le 3 octobre 1914. Une fois l’instruction terminée, elle gagna la France à la mi-février 1915.
Après la terrible épreuve de la deuxième bataille d’Ypres, la brigade participa à beaucoup de grandes confrontations de la Première Guerre mondiale, dont la Somme, la crête de Vimy, Passchendaele, Amiens, le Canal du Nord et la poursuite de Mons. La brigade, dont l’effectif complet était de 4 700 hommes, perdit environ 15 000 hommes, dont un tiers furent tués. La première brigade continua d’exister au sein de la Milice active non permanente, son quartier général étant basé à London (Ontario).
La 1re brigade d’infanterie du Canada fut mobilisée à nouveau le 1re septembre 1939; elle partit outre-mer en décembre de la même année. En juin 1940, la brigade débarqua à Brest, en France. Toutefois, en raison de la brusque détérioration de la situation sur le continent, elle retourna rapidement en Angleterre avant d’avoir combattu. Pendant son séjour en Angleterre, qui dura près de trois ans, la brigade participa à la défense de l’île en prévision d’une invasion allemande et s’entraîna intensément.
Au printemps de 1943, la brigade participa à l’invasion de la Sicile avec la 1re Division d’infanterie canadienne. Après la Sicile vinrent les combats acharnés de la  conquête de l’Italie. Parmi les batailles les plus remarquables auxquelles la brigade participa figurent les opérations à Ortona, dans la vallée du Liri, et les brèches ouvertes dans la ligne Hitler et dans la Ligne gothique.
En mars 1945, la brigade, qui faisait partie du 1er Corps canadien, quitta l’Italie pour prendre part aux combats dans le Nord-Ouest de l’Europe. En avril, elle participa à la libération de la Hollande et entra dans Amsterdam le 8 mai 1945, jour de la Victoire en Europe. En deux ans de durs combats, la brigade perdit 4 000 hommes, dont un quart furent tués. La brigade fut dissoute en septembre 1945.
Le 14 octobre 1953, la 1re Brigade d’infanterie canadienne fut réactivée. Elle remplaça la 27e Brigade d’infanterie canadienne en Allemagne de l’Ouest afin de collaborer aux opérations canadiennes en temps de paix pour l’OTAN. En 1955, la brigade revint au Canada et son quartier général s’installa à Edmonton. En octobre de la même année, la brigade prit le nom de 1re Groupe-brigade d’infanterie du Canada et, en août 1958, le quartier général de la brigade fut transféré à la caserne Currie, à Calgary.
La brigade fut rebaptisée 1er Groupe de combat en 1972, puis 1er Groupe-brigade du Canada en 1976 et enfin 1re Groupe-brigade mécanisé du Canada en 1992. Le changement le plus récent a été effectué pour indiquer la détermination de l’Armée de terre à maintenir une capacité de combat polyvalente.
Depuis la fin de la guerre froide, les soldats du 1 GBMC ont été déployés pour accomplir de nombreuses missions. Au départ, la plupart de ces déploiements étaient des rotations à Chypre. Le 1er Régiment du génie de combat se déploya au Koweït en 1991. À partir de 1992, le 1 GBMC fournit plusieurs groupes tactiques pour appuyer les missions de la FORPRONU en Croatie et en Bosnie-Herzégovine. Ensuite, on mit l’accent sur les opérations d’imposition de la paix de l’OTAN en Bosnie et au Kosovo. En 1999, les soldats du 1 GBMC faisaient partie de l’avant-garde des forces de l’OTAN entrant au Kosovo.
Le QG 1 GBMC s’installa à la caserne Steele à Edmonton (Alberta), son emplacement actuel, en 1997.
Après les attentats du 11 septembre 2001, des unités du 1 GBMC ont été employées en Afghanistan. Un groupement tactique du 3e Bataillon, Princess Patricia’s Canadian Light Infantry (PPCLI) – composé de soldats du 3 PPCLI, 2 PPCLI, Lord Strathcona’s Horse (Royal Canadians), 1er Regiment, Royal Canadian Horse Artillery, 1er Regiment, Royal Canadian Horse Artillery et 1er Bataillon des services – se déploya pour participer à l’opération APOLLO dans le Sud de l’Afghanistan en 2002.
Plusieurs éléments de la brigade servirent à Kaboul au sein de la Force internationale d'assistance et de sécurité de l’OTAN. Lorsque la mission du Canada en Afghanistan se déplaça vers le sud (Kandahar) à l’automne 2005, la compagnie B du 3 PPCLI devint la force de protection de la première équipe provinciale de reconstruction canadienne.
Au début de 2006, le QG 1 GBMC forma le noyau du quartier général du Commandement régional (Sud), et le 1 PPCLI fournit le groupement tactique initial dans la province de Kandahar. De plus, de février à novembre 2009, la plupart des effectifs du quartier général de la Force opérationnelle Afghanistan venaient du QG 1 GBMC.
Des éléments du 1 GBMC ont participé à chaque force opérationnelle déployée en Afghanistan, y compris le premier déploiement du Canadan dans la région en 2002 jusqu’à la dernière force opérationnelle de l’opération ATTENTION qui est revenue au Canada en 2014. Les hommes et les femmes de la 1re Brigade ont alors exécuté toute la gamme des opérations, notamment le combat, les opérations de stabilité, l’aide humanitaire et le renforcement des capacités de la force de sécurité.
Plus récemment, le 1 GBMC a déployé des troupes à l’étranger pour participer à un entraînement aéroporté et d’infanterie avec les partenaires de l’OTAN en Europe dans le cadre de l’opération REASSURANCE, et a fourni des membres pour appuyer l’opération IMPACT, une force de stabilisation multinationale dans la République d’Iraq et en Syrie.

## Unités relevant du1erGroupe-mécanisé du Canada

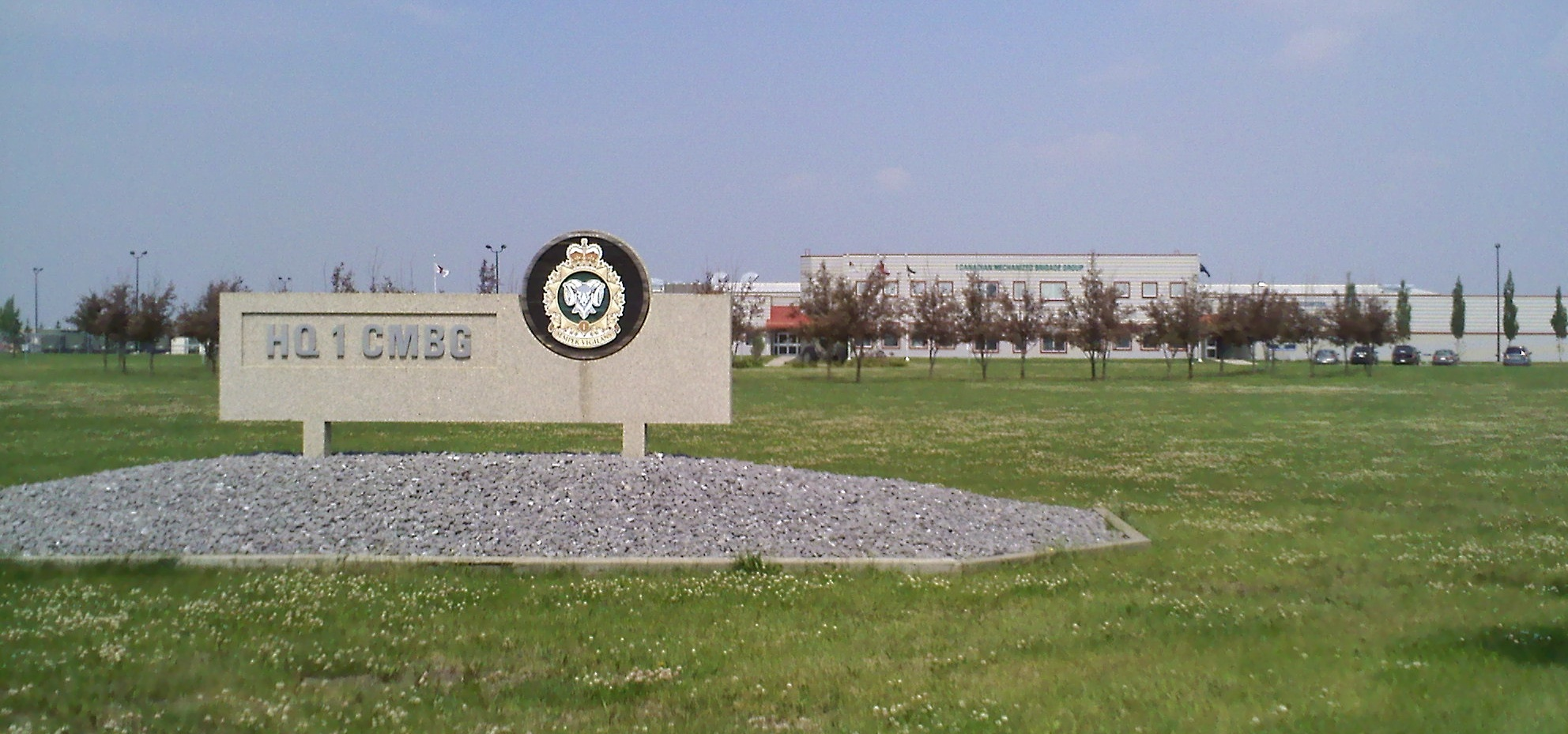
QG du 1er GBMC

Il y a sept unités de la Force terrestre canadienne qui relèvent du 1er Groupe-brigade mécanisé du Canada :
- Le quartier général du 1 GBMC et son escadron de transmissions à la BFC Edmonton
- Lord Strathcona's Horse (Royal Canadians) (blindés) à la BFC Edmonton
- 1er Régiment de la Royal Canadian Horse Artillery (artillerie) à la BFC Shilo
- 1 Combat Engineer Regiment (ingénieurs) à la BFC Edmonton
- 1er Bataillon de la Princess Patricia's Canadian Light Infantry (infanterie) à la BFC Edmonton
- 2e Bataillon de la Princess Patricia's Canadian Light Infantry (infanterie) à la BFC Shilo
- 3e Bataillon de la Princess Patricia's Canadian Light Infantry (infanterie) à la BFC Edmonton

## Annexe